# Узденов, Марат Кемалович
Узденов Марат Кемалович (карач.-балк. Ёзденланы Кемалны джашы Марат; род. 12 августа 1980, п. Дружба Карачаево-Черкесской АО) — бывший российский спортсмен, занимающийся боевыми единоборствами и силовыми видами спорта (грэпплинг, ММА, силовой экстрим) и общественный деятель. Победитель и призёр всероссийских и международных соревнований по грэпплингу и ММА. Являлся членом непризнанной сборной России по непризнанной дисциплине «спортивному миксфайту».

## Биография
Родился 12 августа 1980 года, в пос. Дружба, Карачаево-Черкесская Республика. По национальности — карачаевец.
С 2002 по 2004 г.г. — проходил воинскую службу в рядах Российской Армии (имеет знак отличия первой степени — зелёный берет).
В 2006 году — окончил КЧГТА по специальности «Юрист», в 2012 году КЧГУ им. У. Д. Алиева по специальности «Государственное и муниципальное управление».
С 2005 по 2007 г.г. — проходил службу в МВД по Карачаево-Черкесской Республике (младший лейтенант в запасе).
С 2007 по 2017 г.г. — занимался предпринимательской деятельностью.
С 2007 по 2018 г.г. — профессионально занимался спортом высших достижений.
С 2017 по 2019 г.г. — занимал должность начальника отдела жилищных программ дирекции капитального строительства КЧР.
С 2020 г. — вице-президент Федерации бокса Карачаево-Черкесии.
С 2023 г. — вице-президент общероссийской спортивной федерации «Универсальный бой».

## Спортивные результаты
- Турнир World MMA Championship 2017 г. по версии WMMAF, дисциплина грэпплинг, Кемер Турция (95+ кг) —
- Турнир World MMA Championship 2017 г. по версии WMMAF, дисциплина MMA, Кемер Турция (95+ кг) —
- Турнир World Cup 2017 г. по версии WMMAF, дисциплина грэпплинг, Белград, Сербия (105+ кг) —
- Турнир World Cup 2017 г. по версии WMMAF, дисциплина MMA, Белград, Сербия (105+ кг) —
- Турнир 8th World All Styles Championship 2018 г., дисциплина MMA, Калдаш да Раинья, Португалия (100+ кг) —
- Турнир 8th World All Styles Championship 2018 г., дисциплина Submission GI, Калдаш да Раинья, Португалия (100+ кг) —

## Рекорды
Является автором российских и мировых рекордов в силовом экстриме, занесённых в «Книга рекордов России»:
20 марта 2018 г. — осуществил буксировку двух автомобилей за трос 3 мм, надетый на шею, на расстояние 13,5 метров
15 марта 2019 г. — рекорд по наибольшему весу (8100 кг.) буксируемых автомобилей с тросом толщиной 3 мм, надетым на шею (абсолютная весовая категория) в мире.
10 августа 2019 г. — рекорд по наибольшему весу (1680 кг.) буксируемых зубами автомобилей Toyota Camry на высоте более 2000 м над уровнем моря в мире.
10 сентября 2019 г. — протащил зубами пять машин весом больше тонны, каждая в этот же день протащил шесть автомобилей, всего более 10 тонн, на своей шее, используя трос диаметром три миллиметров на расстояние 6,75 м.
22 октября 2019 г. — рекорд, за наибольшее количество мировых рекордов, установленных совершеннолетним россиянином за один год.
10 августа 2020 г. — совершил 12 отжиманий с утяжелением в зубах в 24 кг на высоте свыше 4000 метров над уровнем моря.

## Общественная деятельность
Регулярно занимается деятельностью по поддержке малоимущих и благотворительностью. Является членом и руководителем местного отделения общественного движения «Сильная Россия»